# Lanza del Vasto
Lanza del Vasto   (San Vito dei Normanni, 29 de setembre de 1901 - província d'Albacete, 5 de gener de 1981) va ser un pelegrí, filòsof, poeta, artista i activista de la no-violència.
Va ser deixeble de Mohandas Gandhi, qui li va donar el nom de Shantidas, és dir servidor (das) de la Pau (Shanti). Shantidas va dedicar la seva vida al propagar un estil de vida coherent amb els valors de la no-violència, el diàleg intereligiós, la renovació espiritual i l'ecologisme.

## Biografia

### Coneixent a Gandhi
El desembre de 1936, Lanza va viatjar a l'Índia, per unir-se al Moviment per la Independència de l'Índia impulsat per Gandhi. Havia conegut a Gandhi a través de l'obra de Romain Rolland. Després de viure amb Gandhi durant 6 mesos, va emprendre el seu pelegrinatge al naixement del Ganges i després d'aquest viatge va tornar a Europa, on va escriure Pelegrinatge als orígens. El 1938 va emprendre un altre pelegrinatge a Palestina, per conèixer i visitar els Sants Llocs.

### Pelegrinatge als orígens
Autor prolífic en prosa i poesia, ben conegut als països francòfoncs, Pelegrinatge als orígens és potser el seu llibre que ha obtingut més traduccions i difusió internacional. En ell, la paraula orígens té un doble significat: el viatge als orígens del Ganges i el descobriment d'un mateix. Hi relata el seu viatge a l'Índia i els diferents passos que dona, fins a desposseir-se del seu home occidental. D'aquesta manera és com arriba a conèixer a l'objectiu del seu viatge, Mohandas K. Gandhi que en aquell moment participava activament com a assessor del Parlament Indi. Els seu vincle amb Gandhi es reflecteix en l'estret contacte que tenien i en el caràcter del projecte que Lanza del Vasto va impulsar uns anys més tard a França.

### Comunitat de l'Arca

#### La fundació i desenvolupament fins avui
Lanza del Vasto va fundar la primera Comunitat de l'Arca el 1948, trobant moltes dificultats. El primer intent comunitari, prop de Paris, va fracassar. El 1962, la comunitat es va instal·lar a l'Alt Llenguadoc, a La Borie Noble, a prop de Lodeva, una extensa finca en guaret, amb tres llogarets (La Borie, Nogaret i La Fleyssière) que varen reconstruir gradualment. Amb Chanterelle Gébellin, la seva dona, cantant i músic, va llançar un cançoner i va enregistrar diversos discos, algun d'ell amb cançons trovadoresques en provençal. L'experiència de l'Arche va generar altres comunitats similars a França i altres països europeus i americans, i desenes de grups d'amics escampats pel món.
A la segona dècada del segle xxi, el nucli original de La Borie Noble esta en crisi, mentre que la comunitat de La Fleyssière, on encara viu Jean-Baptiste Libouban, successor de Lanza del Vasto- es manté amb vitalitat, fidel al seu ideari.

#### Valors
"L'ordre laboriós de l'Arca" es defineix com una reunió d'homes i dones, impulsada per una voluntat comuna d'acceptar la pràctica del treball i el principi de la no-violència. Aquest "treball pràctic" es caracteritza pel respecte a un ritme de vida, especialment il·lustrat per l'elecció de la tracció animal en les comunitats en la pràctica de l'agricultura.
Col·loquen de ple grat la seva confiança en Déu i decideixen transformar l'home per l'exemple. L'acceptació dels vots i una vida marcada per celebracions, pregàries i dejuni, són importants.
Després de la mort del fundador, el seu amic Peter Parodi el relleva en la comunitat.

### La lluita no-violenta

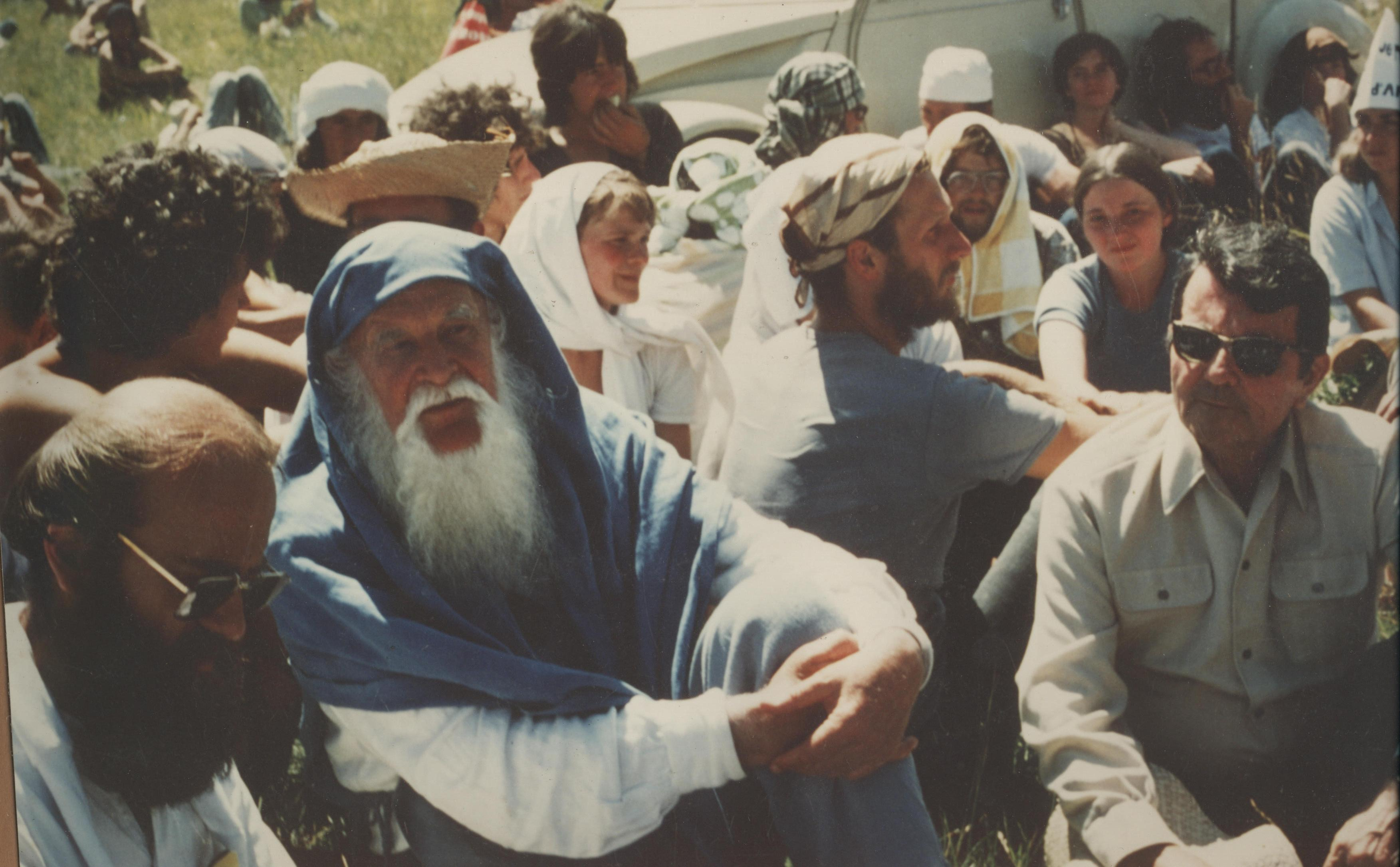
Jean-Marie Muller, Lanza del Vasto i Jacques Pâris de Bollardière (dreta) a l'altiplà del Larzac.

Lanza del Vasto, va difondre i donar suport a la lluita no violenta arreu del món, infatigablement, al llarg de la seva vida activa, seguint l'exemple de Gandhi. Tot seguint s'indiquen alguns episodis rellevants: 
El 1957, la guerra d'Algèria fa estralls, Lanza i altres personalitats (General Bollardiére, François Mauriac, Robert Barrat, etc.) inicien un moviment de protesta contra la tortura. Fa un dejuni de 21 dies.
El 1958, Lanza es van manifestar contra la planta nuclear de Marcoule que produeix el plutoni per la bomba atòmica.
El 1963, dejuna 40 dies a Roma durant el Concili Vaticà II per demanar al Papa que prengui una posició contra la guerra en general.
El 1972, dona suport als agricultors de Larzac contra l'ampliació del campament militar amb un dejuni de 15 dies. El 1974, una comunitat ocupa i s'instal·la en una finca adquirida per l'exèrcit en l'altiplà del Larzac.
El 1976, participa en manifestacions contra el reactor nuclear Creys-Malville.
Igual que Mohandas Gandhi, Lanza del Vasto amplià als animals el concepte de la no-violència i de respecte a la vida. Un dia, algú va aixafar una aranya davant d'ell, Lanza del Vasto va reaccionar immediatament, dient: "Ara que tu has privat al món d'aquesta vida, fes doncs, l'aranya!". Com Gandhi, era un vegetarià convençut.
La lluita no violenta de Lanza del vasto va influir el moviment d'insubmissió a Espanya, un moviment antimilitarista de desobediència civil al servei militar que va existir a Espanya des de finals dels anys 1980 fins a l'abolició del servei militar obligatori el 31 de desembre de 2001.

### Vincles de Lanza del Vasto amb Catalunya i les Balears
Els anys 1958-59 es donà el primer contacte amb la comunitat de L'Arca, per mitjà de membres de la revista barcelonina "El Ciervo", que va publicar un reportatge sobre Lanza del Vasto i el dona a conèixer al país. Al llarg dels anys 1960 la relació amb Lanza del Vasto va originar els primers grups catalans afins, les primeres conferències a Barcelona i Tarragona, promogudes per Lluís Senollosa i Jordi Maluquer, així com la formació de l'Equip Objecció de Consciència, integrat a Pax Christi. Al 1971 Lanza del Vasto va donar suport a la marxa que Pepe Beúnza i sis altres objectors de consciència espanyols van fer des de Ginebra (seu de l'ONU) fins a La Guingueta (La Cerdanya) on la policía franquista els va detenir. A més de P. Beúnza i Lluís Maria Xirinachs. Lanza del vasto va influir a persones que varen esdevenir líders socials, els quals, anys més tard, varen influir en diversos dirigents catalans. Pepe Beunza, per exemple, fou mestre de Raül Romeva, destacat polític pacifista i ecologista, eurodiputat i més tard conseller del Govern de la Generalitat de Catalunya, i tancat en presó preventiva des de 23 de març de 2018.
Tal com explica Jean-Paul Lederach (2012) als anys setanta, l'organització catalana Amics de l'Arca va organitzar diversos campaments d'estiu, on Lanza del Vasto difonia el seu missatge espiritual, ecològic i social: el primer campament fou prop de Catsellterçol (Moianès) i els anys següents es van fer prop de l'església de Malla (Osona). En aquests campaments hi varen participar molts de joves catalans que, influïts pel testimoni de Lanza del Vasto, varen tenir, posteriorment, un paper destacat en diversos moviments pacifistes de Catalunya, assemblees d'artistes, etc. com ara Angel Colom, Martí Olivella, Pepe Beúnza, etc. Fou al campament de Castellterçol on Lluis M. Xirinacs va conèixer Lanza del Vasto personalment i va rebre'n l'ensenyament de la no-violència, que abraçà completament en la seva trajectòria política. El març de 1976 Lanza del Vasto visità a Xirinachs, plantat davant la presó Model de Barcelona. Els Amics de l'Arca tenien la seu a la llibreria l'Arc de Santa Maria, ran de l'església de Santa Maria del Mar, a Barcelona, on difonien les obres de Lanza del Vasto, Louis Cattiaux, etc.
El gener de 1978 Lanza del Vasto va visitar Mallorca, convidat per l'organització DENIP (Dia Escolar de la No-Violència i la Pau) que havia fundat, uns anys abans, el mallorquí Llorenç Vidal, i tenia seu a Palma. Va poder satisfer un dels seus desitjos, pelegrinar a la tomba de Ramon Llull, a qui admirava. A l'Estudi General Lul·lià va pronunciar la conferència: "La no-violencia, un nuevo estilo de vida" (en castellà, llengua que Lanza parlava fluidament), de la qual es van publicar extenses ressenyes a la premsa balear. Va visitar el petit monestir de la Trinitat, a la serra de Tramuntana, l'efímer monestir benedictí de Binicanella, el santuari de Cura, al Puig de Randa, etc.
Tot i que al 1974, Joan Coll i altres eivissencs havien anat a visitar la Comunitat de l'Arca, i hi havien establert vincles, no fou fins al 1978 que Shantidas va ser convidat a Eivissa per impartir un curs, del 18 al 22 de setembre, a can Tirurit (Sant Joan de Labritja) sota d'un gran garrofer. El curs va tractar sobre justícia i economia no-violenta, vida interior, meditació i vida comunitària, i hi varen participar una cinquantena de persones, alguns dels quals esdevindrien líders socials o espirituals alguns anys més tard. Una d'elles, Maite Echegaray, anomenada carinyosament La Mariposa, esdevindria deixeble de Shantidas i l'acompanyaria fins al seu traspàs.

## Idees
A través de la seva comunitat l'Arche, va fer campanya pel retorn a l'espiritualitat, la vida senzilla, autosuficient, i pràctica de la no-violència activa aplicada a totes les dimensions de la vida, inclosa la desobediència civil. Les seves idees tenen una profunda base cristiana, però també va acollir comunitats i persones d'altres creences religioses, o sense cap. La seva influència als països francòfons fou molt notable i s'estengué a d'altres països.

## Crítica
La crítica de Lanza del Vasto posa èmfasi en el paper relativament tradicional de la dona dins la seva comunitat.

## Obres traduïdes al català
- Vida interior i no-violència, Abadia de Montserrat, 1992.
- Pelegrinatge als orígens, Arimany, 1961. Sagarmata, 2006.